# Lipsanoteca di Brescia
La lipsanoteca di Brescia, anche nota semplicemente come Lipsanoteca, è un cofanetto reliquiario in avorio (22x32x25 cm) risalente alla fine del IV secolo, conservato nel Museo di Santa Giulia a Brescia.
Si tratta di una delle più preziose testimonianze dell'arte iconografica paleocristiana su avorio, istoriata con ben trentasette immagini bibliche che ne fanno anche un'interessantissima testimonianza per lo studio dell'evoluzione della teologia cristiana durante i primi secoli di diffusione della nuova religione.

## Storia
L'esecuzione dell'opera è attribuibile ad un'importante bottega dell'Italia settentrionale, probabilmente milanese, attiva nella seconda metà del IV secolo durante l'episcopato di sant'Ambrogio, sostenitore dell'ortodossia della religione cristiana contro l'arianesimo. Una conferma di questa datazione può essere trovata nella decorazione degli scudi dei soldati raffigurati nella scena dell'Arresto di Gesù, che richiama infatti gli scudi delle truppe palatine di stanza a Milano nel IV secolo. Nell'VIII secolo venne invece aggiunta la serratura in argento sul fronte anteriore.
Non è noto quando la lipsanoteca sia entrata nel tesoro del monastero di Santa Giulia a Brescia, ma è probabile che ne faccia parte fin dalla fondazione del cenobio. Attorno al reliquiario si sviluppa una particolare venerazione: nei documenti del monastero, quando viene nominata, è utilizzato il termine sepulcrum eboris, cioè "sepolcro d'avorio", poiché probabilmente conteneva una pietra estratta dal Santo Sepolcro e, di conseguenza, era considerata simbolo del sepolcro di Gesù. La lipsanoteca aveva anche un ruolo nella liturgia pasquale: durante la prima parte della messa, era tenuta in mano da una monaca che in seguito l'apriva e ne mostrava il contenuto alle consorelle.
Nel 1798, dopo la soppressione del monastero, la lipsanoteca e altri importanti pezzi del tesoro del monastero vennero trasferiti prima nella Biblioteca Queriniana e successivamente, nel 1882, nella collezione del Museo dell'Era Cristiana, allestito nella chiesa di Santa Giulia e nei locali annessi.
In questo periodo, ma non è noto né come né quando, il cofanetto venne aperto e ridotto a placchetta cruciforme, distesa su un unico piano. Nel 1928 fu quindi sottoposto ad un accurato restauro, che lo riportò allo stato originale integrando i pochi frammenti mancanti con tasselli di avorio liscio.  Peraltro delle scene mancano e alcune scene di Mosè non appaiono correttamente assemblate, poiché sono poste su lati diversi.
Aperto il Museo di Santa Giulia nel 1999, la lipsanoteca ha trovato sede definitiva nell'aula inferiore della chiesa di Santa Maria in Solario, all'interno del percorso espositivo.

## Descrizione
Il cofanetto è di forma rettangolare, costituito da cinque placche d'avorio istoriato sostenute all'interno da una struttura in legno di noce, aggiunta nella ricomposizione dell'opera avvenuta nel 1928. Alla base sono posti quattro piedini, anch'essi in avorio e aggiunti nel restauro del 1928. Ogni lato è diviso su tre registri decorati a bassorilievo con episodi e personaggi tratti dall'Antico Testamento per quanto riguarda le fasce superiori e inferiori, dal Nuovo Testamento per le fasce mediane, più alte.
Ogni placchetta è incorniciata lateralmente da due listelli in avorio decorati con simboli legati all'iconografia cristiana, mentre superiormente corre la fascia di bordo del coperchio, decorata con tondi con le immagini di Gesù, degli Apostoli e degli Evangelisti. Il coperchio è invece diviso in due soli registri, con due scene della Passione di Gesù. Le immagini sono, in totale, trentasette, delle quali ventuno sono tratte dall'Antico Testamento e sedici dal Nuovo. Una tale ricchezza iconografica ha portato la Lipsanoteca ad assumere un ruolo di interessantissima testimonianza nello studio dell'evoluzione della teologia cristiana durante i primi secoli di diffusione della nuova religione.

### Fronte
| Apostolo | Apostolo | Apostolo | Apostolo | Gesù | Apostolo | Apostolo | Apostolo | Apostolo |

| Pesce | Giona inghiottito dalla balena | Giona inghiottito dalla balena | Giona inghiottito dalla balena                   | Serratura in argento con motivi geometrici       | Serratura in argento con motivi geometrici       | Giona rigettato dalla balena                     | Giona rigettato dalla balena  | Giona rigettato dalla balena  | Gallo |
| Pesce | Guarigione dell'emorroissa     | Guarigione dell'emorroissa     | "Traditio Legis" o Gesù con i dottori del Tempio | "Traditio Legis" o Gesù con i dottori del Tempio | "Traditio Legis" o Gesù con i dottori del Tempio | "Traditio Legis" o Gesù con i dottori del Tempio | Parabola del Buon Pastore     | Parabola del Buon Pastore     | Gallo |
| Pesce | Susanna tra i vecchioni        | Susanna tra i vecchioni        | Processo di Susanna                              | Processo di Susanna                              | Processo di Susanna                              | Processo di Susanna                              | Daniele nella fossa dei leoni | Daniele nella fossa dei leoni | Gallo |

### Fianco destro
| / | Apostolo | Apostolo | Apostolo | Apostolo | Apostolo | Apostolo |

| Albero della vita | Chiamata di Mosè. che si toglie i sandali per salire sul Sinai | Chiamata di Mosè. che si toglie i sandali per salire sul Sinai | Martirio di Azaria, Anania e Misaele | Martirio di Azaria, Anania e Misaele | Mosè scende dal Sinai e spezza le tavole della legge | Mosè scende dal Sinai e spezza le tavole della legge | Bilancia |
| Albero della vita | Guarigione del cieco nato                                      | Guarigione del cieco nato                                      | Guarigione del cieco nato            | Resurrezione di Lazzaro dal sepolcro | Resurrezione di Lazzaro dal sepolcro                 | Resurrezione di Lazzaro dal sepolcro                 | Bilancia |
| Albero della vita | Giacobbe incontra Rachele al pozzo                             | Giacobbe incontra Rachele al pozzo                             | Lotta di Giacobbe con l'angelo       | Lotta di Giacobbe con l'angelo       | Visione di Betel                                     | Visione di Betel                                     | Bilancia |

### Fianco sinistro
| Apostolo | Apostolo | Apostolo | Apostolo | Apostolo | Apostolo | / |

| Crocifisso | Davide e Golia                      | Davide e Golia   | Il profeta, l'asino e il leone | Il profeta, l'asino e il leone | Geroboamo e l'altare di Betel | Geroboamo e l'altare di Betel | Lampada |
| Crocifisso | Resurrezione della figlia di Giairo |                  |                                |                                |                               |                               | Lampada |
| Crocifisso | Il vitello d'oro                    | Il vitello d'oro | Il vitello d'oro               | Gli israeliti a banchetto      | Gli israeliti a banchetto     | Gli israeliti a banchetto     | Lampada |

### Retro
| Evangelista | Evangelista | Evangelista | Evangelista | Evangelista | Evangelista | Evangelista | Evangelista |

| Torre | Donna orante (Deborah?)                        | Donna orante (Deborah?)                        | Giona addormentato sotto la pianta di ricino | Giona addormentato sotto la pianta di ricino | Mosè e il serpente di rame             | Mosè e il serpente di rame             | Giuda (?) impiccato all'albero |
| Torre | Gesù cammina sulle acque del lago di Tiberiade | Gesù cammina sulle acque del lago di Tiberiade | Saffira davanti a san Pietro                 | Saffira davanti a san Pietro                 | Anania morto viene portato al sepolcro | Anania morto viene portato al sepolcro | Giuda (?) impiccato all'albero |
| Torre | Mosè salvato dalle acque                       | Mosè salvato dalle acque                       | Mosè uccide il soldato egiziano              | Mosè uccide il soldato egiziano              | Nozze di Cana                          | Nozze di Cana                          | Giuda (?) impiccato all'albero |

### Coperchio
|                              | \| Stormo di colombe \| \| \| \| \| \| \| Gesù nell'orto del Getsemani \| Gesù nell'orto del Getsemani \| Arresto di Gesù \| Arresto di Gesù \| Pietro rinnega Gesù e il gallo canta \| Pietro rinnega Gesù e il gallo canta \| \| Gesù davanti ai giudici \| Gesù davanti ai giudici \| Gesù davanti ai giudici \| Ponzio Pilato si lava le mani e declina la responsabilità sulla sorte di Gesù \| Ponzio Pilato si lava le mani e declina la responsabilità sulla sorte di Gesù \| Ponzio Pilato si lava le mani e declina la responsabilità sulla sorte di Gesù \| |                         |                                                                               |                                                                               |                                                                               |
| Stormo di colombe            | |                         |                                                                               |                                                                               |                                                                               |
| Gesù nell'orto del Getsemani | Gesù nell'orto del Getsemani | Arresto di Gesù         | Arresto di Gesù                                                               | Pietro rinnega Gesù e il gallo canta                                          | Pietro rinnega Gesù e il gallo canta                                          |
| Gesù davanti ai giudici      | Gesù davanti ai giudici | Gesù davanti ai giudici | Ponzio Pilato si lava le mani e declina la responsabilità sulla sorte di Gesù | Ponzio Pilato si lava le mani e declina la responsabilità sulla sorte di Gesù | Ponzio Pilato si lava le mani e declina la responsabilità sulla sorte di Gesù |

## Stile
La lipsanoteca viene realizzata in un periodo di grande diffusione delle espressione artistiche narrative, mediante le quali la chiesa cattolica si serviva per far comprendere il suo messaggio anche alle classi meno colte. Per tali opere si attinge direttamente al repertorio biblico, considerando egualmente sia l'Antico sia il Nuovo Testamento, con particolare attenzione per gli eventi che, raccontando prodigi e miracoli, rievocano situazioni ben collocabili sul piano della salvezza divina. La lipsanoteca di Brescia, decorata con ben trentasette immagini bibliche, doveva rientrare appieno in questo programma di supporto alla preghiera.

### La rappresentazione di Gesù
La figura di Gesù assume sempre un ruolo rilevante nella figurazione dei fianchi e gli episodi della sua vita occupano tutta la spessa fascia centrale, nonché l'intero coperchio.  In particolare, sul fronte anteriore del cofanetto Gesù viene presentato nei suoi tre attribuiti fondamentali, cioè come Maestro, Taumaturgo e Salvatore. Gesù è sempre raffigurato come un giovane imberbe, con i lunghi capelli. Alla figura di Cristo Maestro appartiene l'episodio centrale con la Traditio legis o disputa tra i dottori del Tempio, inserito però in quella che sembra essere una riproduzione della sinagoga di Nazareth. Al Cristo Taumaturgo, colui che risana non solo i corpi ma anche le anime, è legata invece la scena di sinistra con la guarigione dell'emorroissa, episodio del quale, tra l'altro, si servì sant'Ambrogio per combattere l'eresia novaziana: ciò rafforza l'ipotesi che la lipsanoteca sia stata realizzata durante il suo episcopato. Il Cristo Salvatore è invece rievocato nell'episodio di destra, dove viene schematizzata la pericope del Buon Pastore.
Gli episodi raffigurati sui due lati minori del cofanetto si rifanno invece alla sola immagine del Cristo Taumaturgo con la risurrezione della figlia di Giairo sul lato sinistro, mente sul destro vi sono la risurrezione di Lazzaro e la guarigione del cieco nato. Sul coperchio del cofanetto si affronta invece il tema della doppia natura di Cristo, umana e divina, narrando alcuni episodi della Passione di Gesù: la permanenza nell'orto del Getsemani, il suo arresto, la comparsa davanti a Ponzio Pilato con il conseguente processo e la sua successiva declinazione d'ogni responsabilità sulla sorte di Gesù, raffigurata secondo la tradizionale simbologia che vede Pilato lavarsi le mani in una brocca.
Sul retro, la figura di Gesù passa in secondo piano (tranne che per l'episodio della camminata sull'acqua) per incentrare due terzi della fascia istoriata sull'episodio drammatico di Anania e Saffira, rimandando quindi al margine il Cristo che domina la natura, per dare evidenza all'obbligo di proprietà collettiva delle comunità cristiane e al principio di verità.

### I personaggi dell'Antico Testamento
Nei registri minori dei lati del cofanetto, posti sopra e sotto alla spessa fascia centrale con le storie della vita di Gesù, si trovano episodi tratti dall'Antico Testamento e precisamente legati a cinque personaggi: Mosè, Susanna, Daniele, Giacobbe e Giona.
A Giona sono dedicati tre riquadri, due sul fronte e una sul retro. Sul fronte, nel registro superiore, sono raffigurati i due episodi chiave del suo libro biblico, cioè quando il profeta viene buttato nella bocca della balena e quando, tre giorni dopo, viene rigettato da essa. Il riquadro sul retro rimanda invece all'episodio fuori Ninive, quando Giona si addormenta sotto una pianta di ricino fatta crescere da Dio sopra di lui. Da sottolineare è la costante nudità del personaggio di Giona, caratterizzante anche Daniele nella fossa dei leoni e interpretabile come una già completa partecipazione alla gloria di Cristo risorto.
Il profeta Daniele è raffigurato direttamente in un unico riquadro, l'ultimo in basso a destra del fronte della lipsanoteca, che lo raffigura nella fossa dei leoni, dalla quale sopravvisse miracolosamente. Come già accennato, il suo personaggio è nudo, come quello di Giona. Dal Libro di Daniele sono invece tratti più riquadri sul fronte e sul lato destro: su quest'ultimo, in alto al centro, è riconoscibile l'episodio della morte sul rogo dei giovani Sadrach, Mesach e Abdenego, mentre nei primi due riquadri in basso a sinistra del fronte sono riportate le due principali scene della storia di Susanna, cioè l'episodio del giardino e il suo processo. Sia Daniele, sia Susanna sono sempre raffigurati in atteggiamento di expansis manibus, cioè con le braccia alzate al cielo, attributo legato all'iconografia classica come personificazione della pietà. Nei pannelli istoriati della lipsanoteca, tale gesto assume il ruolo di indicare il fedele che raggiunge la salvezza grazie all'assidua preghiera, durante la quale esso alza le mani al cielo quasi per instaurare un inteso rapporto con Dio. In questa posizione è anche il personaggio femminile in alto a sinistra sul retro, forse identificabile nuovamente, ma senza certezza, con Susanna.
Mosè è presente sulla lipsanoteca sul lato destro, nel primo e nell'ultimo riquadro del registro superiore, e sul retro. Sul lato destro sono raffigurati i due episodi salienti della chiamata sul Sinai e della consegna delle Tavole della Legge, mentre sul retro, nel riquadro in alto a destra, è ricordato l'evento del serpente di rame sul Monte Nebo. Sempre a Mosè è legato indirettamente l'episodio del vitello d'oro, rappresentato in basso a sinistra sul lato sinistro.
A Giacobbe e al suo libro è dedicato l'intero registro inferiore del lato destro, con gli episodi dell'incontro con Rachele al pozzo, la lotta con l'angelo e una schematizzazione della visione di Betel, all'estremità destra della fascia.

### Simboli e altri episodi
Al di fuori degli episodi legati ai cinque personaggi prima descritti, sulla lipsanoteca si possono trovare altri episodi legati all'Antico e al Nuovo Testamento, ad esempio le Nozze di Cana, oppure l'episodio del profeta, dell'asino e del leone o di Geroboamo e l'altare di Betel, entrambi tratti dal Primo libro dei Re e altri ancora, alcuni di difficile interpretazione.
Ogni fianco del cofanetto è incorniciato ai lati da due listelli verticali, decorati da puri simboli legati all'iconografia paleocristiana: si trovano il pesce, simbolo di Gesù, il gallo, che con il suo canto all'alba allude alla Resurrezione di Cristo, l'albero della vita, simbolo della conoscenza del bene e del male, la torre, simbolo della Chiesa e della sua solidità, la lampada, icona della vigilanza nell'attesa del Signore, e lo stormo di colombe sul coperchio, che alludono ai fedeli che godono i benefici spirituali della morte e risurrezione di Cristo.
Sui bordi del coperchio sono presenti diciassette busti entro tondi, nei quali sono riconoscibili Gesù, al centro sul fronte anteriore, i dodici apostoli, quattro sul fronte e otto sui fianchi, dei quali due perduti, e i quattro evangelisti, sul retro. È questa l'identificazione più semplice e verosimile, anche perché il conteggio e la suddivisione tra apostoli e evangelisti coincidono perfettamente. Risulta invece impossibile l'identificazione dei singoli personaggi, a parte Gesù sul fronte anteriore, recante lunghi capelli mossi esattamente come tutti gli altri casi in cui è raffigurato nei riquadri della lipsanoteca.